# Edgar Cayce
Edgar Cayce (1877. március 18. Hopkinsville, Kentucky, USA – 1945. január 3. Virginia Beach, Virginia) amerikai tisztánlátó, misztikus, spirituális gyógyító, aki olyan témákkal is foglalkozott, mint a reinkarnáció, Atlantisz, a múlt vagy a jövő eseményei. Élete vége felé az „alvó próféta”ként vált ismertté. Amerika leghíresebb és legnépszerűbb pszichikus szerzőinek egyike. Egyesek úgy vélik, hogy ő az igazi eredete a később kibontakozó New Age-mozgalom legjellemzőbb vonásainak.
Cayce-nak még ma is rengeteg követője van. Legtöbbjük az Egyesült Államokban és Kanadában él, de van Edgar Cayce Központ számos másik országban is. Az Association for Research and Enlightment (Kutatási és Megvilágosodási Egyesület; ARE)  (1931) nonprofit szervezet alapítója volt.

## Élete
Az USA Kentucky államában, Hopkinsville-ben született szerény körülmények között, 1877-ben. Apja földműves és gazdálkodó volt. Szülei rajta kívül még öt gyermeket neveltek.
6-7 évesen azt mondta szüleinek, hogy látomásokat lát, a megjelent lényekhez beszélni is tud; a látott személyek között pedig eltávozott rokonok is
vannak. Ezt akkor a szülei még túlzott fantáziájának tudták be.
A család barátja, Thomas Sugrue könyvet írt életéről, mely szerint a kisfiú Edgar sokszor hallotta idősebbektől, hogy ők sokszor elolvasták a Bibliát. Ennek alapján ő is elhatározta, hogy többször elolvassa. 13. évében járt, amikor már tizenkétszer elolvasta a Teremtés Könyvétől János evangéliumáig a Bibliát. Olvasás közben egy hölgy jelent meg előtte, aki azt mondta: „imáid meghallgattattak, mit szeretnél leginkább? – Leginkább segíteni szeretnék beteg gyerekeken – szólt a fiú.” A történet alapján néhány nap múlva az addig igen gyenge tanuló fiú észrevette, hogy váratlanul javult a tanulásban és a kérdésfeltevés előtt is tudta a helyes válaszokat.
Fiatal felnőttként eladóként dolgozott egy könyvesboltban és más vállalkozásokban. Ő és családja a kampbellita keresztény egyház hűséges tagjai voltak. A mélyen vallásos Edgar sok éven át vasárnapi iskolát tanított.
A transzai 1901 körül kezdődtek, amikor egy oszteopata és amatőr hipnotizőr hipnotizálta egy problémája kezelésével kapcsolatban. Állítólag saját maga diagnosztizálta állapotát, és egy javaslattal hatékony gyógymódot írt elő. Amint az eset híre elterjedt, Cayce-t az orvos rávette, hogy dolgozzon vele együtt más betegek hasonló kezelésében.
Ráébredt, hogy képes olyan transzállapotba kerülni, hogy az emberek betegségeit meghatározza és ezekre gyógymódot ajánljon. Eleinte nem használta fel képességeit, 1901-ben azonban, miután kiküszöbölte saját beszédhibáját, ezután kezdte el a gyógyítását.
A Hopkinsville-i orvosok egy része igénybe vette a képességeit a pácienseik betegségeinek diagnosztizálásában; rájöttek ugyanis, hogy csak a beteg nevét és lakcímét kell megadni, és Cayce akkor könnyen rá tud "hangolódni" az illetőre. 
Azt mondta, hogy képes látni az emberek körüli aurát, az angyalokhoz beszélni, és hallja az elhunyt rokonok hangját.
Miután 1903-ban a Kentucky állambeli Bowling Greenbe költözött, fotósként dolgozott. 1909 és 1923 között Alabamában, főként Selmában élt.
1910-ben a New York Times „Egy analfabéta emberből hipnózis alatt orvos lesz” című cikkében számol be róla. A gyógyítói karrierje ekkor már komolyan beindul. Az emberek áramlanak hozzá, hogy konzultáljanak vele.
Az Alabamában eltöltött évei alatt megpróbálta felhasználni pszichikai erejét, hogy kőolajat találjon Texasban, de ebben sikertelenül járt.
1923-ban találkozott az ohiói Daytonba való Arthur Lammers-szel, a teozófia követőjével. A vele folytatott beszélgetései mélyen lenyűgözték és 1923-ban Daytonba költözött. Nem sokkal ezután transzaiban megjelentek a reinkarnációra, Atlantiszra, a gnosztikus kereszténységre és a teozófiai és okkult világnézet egyéb jellemzőire való utalások. Az ügyfeleinek a fizikai és egyéb problémáit az elmúlt életükhöz kapcsolta.
Cayce híres lett, és a világ minden tájáról érkező levelek útján kértek tőle tanácsot. 1925-ben, az általa vélt pszichikai útmutatást követve, Virginiába, Virginia Beach-be költözött, ahol gazdag hívei támogatásával élete hátralévő részében kizárólag spirituális hivatásának szentelhette magát.
Támogatói közül az egyik legfőbb egy fiatal New York-i zsidó tőzsdeügynök volt. 1928-ban alapítottak egy kórházat, 1930-ban pedig az Atlantic Egyetemet, de mindkettő csődbe ment a nagy gazdasági világválság idején. Utóbbi csak 1985-ben nyitott újra.

### Tevékenysége
Tisztánlátó közléseit transzállapotban, jegyzőkönyvvezető mellett tette. Negyvenhárom év alatt harmincezer ilyen dokumentált eset maradt fenn. Elsősorban betegeknek adott pontos képet betegségükhöz és gyógymódot, illetve gyógyszereket ajánlott hipnotikus álomba merülve. A diagnózis és terápia az esetek kilencven százalékában helyesnek bizonyult. Soha nem tanulta az orvoslást, a tudósok, orvosok megvizsgálták, és nem találtak tudományos magyarázatot a jelenségre. Soha nem kereste a népszerűséget, nem a pénz hajszolásáért tevékenykedett.

### Magánélete
1897-ben eljegyezte, majd 1903 nyarán feleségül vette Gertrude Evans-t, akitől három gyermeke született: Hugh Lynn Cayce (1907–1982), Milton Porter Cayce (1911–1911) és Edgar Evans Cayce (1918–2013).

### Vallási nézetei
Cayce egész életében a kampbellita Krisztus Tanítványai (Disciples of Christ) nevű protestáns egyház tagja volt, de a konzervatív keresztények bírálták a vallási nézőpontját, különösen a reinkarnációval és az ákása feljegyzésekkel kapcsolatban.
Rendszeresen járt templomba, és fiatal korában a reinkarnációt, mint a kereszténységgel össze nem egyeztethetőt hajlamos volt elvetni – egész addig, míg vissza nem emlékezett korábbi életeire. Megdöbbenve azt észlelte, hogy nem pusztán a gyarmati Amerikában szolgáló brit katona volt egykor, hanem az ókori Egyiptom egyik főpapja, valamint "gyógyszerész" a trójai háborúban. Azt állította, hogy képes korábbi inkarnációk megismerésére, így arra kényszerült, hogy elfogadja a reinkarnációban való hitet.

## Tanításai, nézetei
- Az emberiség eredete és sorsa

„Minden lélek kezdetben teremtetett, és visszatalál oda, ahonnan jött.” Véleménye szerint a Földet a megfelelő spirituális növekedés helyeként hozták létre.
- Univerzális törvények

A reinkarnáció és a karma létezését tanította, de mint egy szerető Isten eszközeit. Szerinte mindkettőnek az a célja, hogy bizonyos leckéken keresztül tanítson minket. Hitt egyben abban, hogy az emberek soha nem voltak és nem is fognak állatként reinkarnálódni, mert szerinte az állatoknak „csoportlelkük” van, nem pedig egyéniségük és tudatuk.
- Asztrológia

Cayce úgy gondolta, hogy a lelkünk, vagy legalábbis a lelkünk képei, a különböző inkarnációik során más bolygókon is időt töltöttek el. Ezt vette annak okának, hogy a bolygók és születéskori helyzetük hatással van az emberre.
- Jézus és Krisztus

Különbséget tett Jézus és Krisztus között. Jézus olyan lélek volt, aki többször inkarnálódott (és sok hibát követett el). Krisztus pedig egy olyan állapot, amelyet Jézus elért, és amelyre nekünk is törekednünk kell.
- Test, elme és lélek

Cayce gyakran hivatkozott erre a három kifejezésre az emberi állapot leírására.
- Meditáció

Néha részletesen leír olyan meditációs technikákat , amelyeket az ember ülve vagy kántálva gyakorolhat, azzal a céllal, hogy megnyíljon az isteni befolyás előtt.
Az Isten keresése (The Search For God) című művében ezt írta: „Imáinkkal Istenhez szólunk. „A meditáció során Isten szól hozzánk.” Meditációja a hinduizmus és a buddhizmus néhány aspektusát is magába foglalta, de jobban hasonlított az Új Gondolat mozgalom keresztény változataihoz. A Jelenések könyvének írását és szimbolikáját szerinte meditatív élmények ihlették.
- Extraszenzoriális észlelés

A pszichés élményeket és az „érzékeken kívüli érzékeléseket” a lélek növekedése megnyilvánulásainak tekintette.
Szerinte Isten álmokban vagy intuíción keresztül szólhat hozzánk. Azonban nem helyesli a spiritualizmust vagy a channelling-et mert az ily módon kapcsolatba kerülő entitások nem mindig magas szintűek. Ehelyett arra bátorítja az igazságot keresőket, hogy Krisztusra összpontosítsanak.
- Atlantisz

Atlantiszt úgy jellemezte, mint egy fejlett technológiával rendelkező, nagy kontinenst, amelyet a Föld első emberei telepítettek be még nagyon régen. Szerint a Yucatán (Mexikó) piramisait, az egyiptomi gízai nagy piramishoz hasonlóan az atlantisziak vagy azok leszármazottai építették. Leírása sok hasonlóságot mutat a 19. századi író, Ignatius Donnelly elméleteivel. Cayce szerint az atlantiszi társadalom két fő fajra oszlott. Manapság sok ember az atlantiszi emberek reinkarnációja.

## Próféciák
Élete során mintegy 14 ezer jövendölést tett több mint 10 ezer témakörben, amelyek a testi-lelki problémáktól az ókori társadalmakig és természeti katasztrófákig a legkülönbözőbb területekre terjedtek ki. Képes volt igen mélyen betekinteni a régmúlt korok vagy akár a jövő történéseibe, bár egyes jövendölései mind ez ideig nem váltak be.
Beteljesült jövendölések:
- Az esszénusokról beszélt. Halála után két évvel, 1947-ben találták meg a Holt-tengeri tekercseket, melyek igazolták az esszénusokról állítottakat.
- Az óceáni áramlatok befolyásolják az időjárást, ilyen például az El Niño.
- A nagy gazdasági világválság.

A múlt:
- A Nílus az Atlanti-óceánba folyt, a Szahara valaha lakott volt.
- Több Édenkert volt az emberiség kialakulása idején: az Atlantisz, a Kaukázus vidéke, Perzsia területe, a Kárpát-medence,[forrás?] a mai Góbi sivatag területe és Szudán.

A jövő:
- A maja jövendölés szerint 2012. december 22-én vége egy csillagászati ciklusnak, ami a Földön nagy katasztrófához vezet majd. Edgar Cayce erre az időre teszi Atlantisz kiemelkedését az óceánból.
- „Amerika nyugati része leválik. Japán nagyobb része a tengerbe kell, hogy menjen”[23](3976-15) számú közlés.
- Csak a távoli jövőbe tehető, hogy a „kínai nép felébred” és a kereszténységre tér.[24](3976-28).

Országokról:
Cayce filozófiája szerint a világ országai a „kiegyenlítődés” felé haladnak, amelynek végcélja az emberiség egysége. Úgy látja mindenképpen bekövetkezik a kiegyenlítődés. A látnok szerint a legnagyobb és legszabadabb ország az lesz amely a többiek szolgálatába áll. Ez azonban ellentmond a közelmúlt felfogásával, de már megvalósult ha az árucikkek olcsóságára és a kis profitra gondolunk.
- Kína „a kereszténység bölcsőjévé válik",[25] bár ezt a látomást a messzi jövőbe helyezi. Hozzáteszi, hogy a kereszténység Kínában „az emberek életében is tetten érhető”. Cayce elemzője szerint (Thurston), ez a nép már alkalmas arra, hogy Krisztus tanításait a gyakorlatban is alkalmazza.
- Az  Amerikai Egyesült Államok „nagy bűnének” nevezi a büszkeséget. A szabadságról megjegyzi, hogy spirituálisan vezető ország lehetne, de az ország vezetési stílusa miatt ez „korlátok közé van szorítva”. Ezek a korlátok a verbalitás, a vallásgyakorlás és az emberi anyagi szükséglet köré csoportosulnak. A szabadságot nem haszonlesően kell értelmezni, és az engedelmesség fogalma nem torzulhat a gyengeség fogalmává. Ezek miatt Amerika nem tud vezető szerepet betölteni a vallásosság terén, mert különben a szabadság feljogosítaná rá.
- Oroszországról azt mondja, hogy az új évezredben kifejlődik a vallásosság és ettől „reménytelibb lesz a világ”. Kisugárzó lesz más országokra is, csökkennek a feszültségek. (3976-10) Azon múlik a sikere, hogy a nép megtanulja-e azt, hogy „embertársainkért élünk...” Amikor az oroszok és az amerikaiak összefognak, akkor számíthatunk világméretű közösségi összefogásra. 1944-ben Cayce azt mondta, hogy „az elv már megszületett” erről.

## Emlékezete
Cayce alig hagyott hátra írott műveket. Hipnotikus álmai során mondta el megállapításait, megérzéseit, diagnózisait, jóslatait stb. amelyeket egy gyorsírónő jegyzett le. Ezeket a feljegyzéseket angolul „reading”-nek nevezik, amelynek magyar jelentése: megfejtés, magyarázat (talányé, álomé stb.). Az A.R.E. egyesület Cayce halála után elkezdte feldolgozni és közzétenni ezeket a jegyzőkönyveket. Csak a Föld fizikai változásairól 14000 közlést tartanak számon ma. A közléseket zárójelbe tett számokkal katalogizálták. Az egyesület önkéntesekkel ismerteti meg a nagyvilággal Edgar Cayce nevét, életét, gyógyításainak történeteit és próféciáit.

## Művei

### Magyarul
- Thomas Sugrue: Edgar Cayce élete és filozófiája, Édesvíz, Bp., 2004
- Noel Langley: Cayce a reinkarnációról; nyersford. Miklós Katalin, Vangel Tibor ford. Révbíró Tamás; Édesvíz, Bp., 1994 (Üzenetek a szellemvilágból)
- Mark Thurston: Edgar Cayce jövendölései a XXI. századra; ford. Harth Gábor; Pilis Print, Bp., 2007
- Karmadiagnosztika. A karma és a testi egészség összefüggései; Edgar Cayce munkáiból szerk. K. Bényei Mária, ford. Ladányi Lóránd; Hermit, Miskolc, 2007
- Az ember szellemi fejlődésének útja. A szeretet ébredése a lélekben; Edgar Cayce munkáiból szerk. Ladányi Lóránd; Hermit, Onga, 2008
- Az Akasha-krónika titka; Edgar Cayce munkáiból szerk. Ladányi Lóránd; Hermit, Onga, 2008
- Kulcs a boldogsághoz. Hogyan váljunk szerető emberré; ford. Ladányi Lóránd; Hermit, Onga, 2009
- Edgar Cayce: Miről árulkodnak az aura színei; ford. Szabó Ágota / Swami Panchadasi: Az asztrálvilág. Az ember magasabb testei; ford. Tamás Csaba; Hermit, Onga, 2009
- A gyógyító kristályok ereje; ford. Tamás Csaba; Belső Egész-ség, Onga, 2013
- Út az egészséges élethez. Regeneráció és gyógyítás; összeáll., ford. Ladányi Lóránd; Belső Egész-ség, Onga, 2013
- Változtassa meg életét. Harmincegy program a személyiség fejlesztésére; ford. Ladányi Lóránd; Belső Egész-ség, Onga, 2018
- Edgar Cayce ezoterikus világképe. Egy látnok előadásai; Hermit, Onga, 2024

### Angolul
- Beyerstein, Dale. (1996). Edgar Cayce. In Encyclopedia of the Paranormal edited by Gordon Stein. Prometheus Books. pp. 146–153. ISBN 1-57392-021-5
- Cayce, Edgar Evans. Edgar Cayce on Atlantis, New York: Hawthorn, 1968, ISBN 0-312-96153-7
- Cerminara, Gina. Many Mansions: The Edgar Cayce Story on Reincarnation. orig. 1950, Signet Book, reissue edition 1990, ISBN 0-451-16817-8
- Kirkpatrick, Sidney D. An American Prophet, Riverhead Books, 2000, ISBN 1-57322-139-2
- Kittler, Glenn D. Edgar Cayce on the Dead Sea Scrolls, Warner Books, 1970, ISBN 0-446-90035-4
- Puryear, Herbert B. The Edgar Cayce Primer: Discovering The Path to Self-Transformation, Bantam Books, New York, Toronto, Copyright © September 1982 by Association for Research and Enlightenment, Inc. ISBN 0-553-25278-X
- Stearn, Jess. The Sleeping Prophet, Bantam Books, 1967, ISBN 0-553-26085-5
- Sugrue, Thomas. There Is a River, A.R.E. Press, 2003, ISBN 9780876044483
- Todeschi, Kevin, Edgar Cayce on the Akashic Records, 1998, ISBN 978-0-87604-401-8

## Fordítás
- Ez a szócikk részben vagy egészben  az   Edgar Cayce című angol Wikipédia-szócikk fordításán alapul.  Az eredeti cikk szerkesztőit annak laptörténete sorolja fel. Ez a jelzés csupán a megfogalmazás eredetét és a szerzői jogokat jelzi, nem szolgál a cikkben szereplő információk forrásmegjelöléseként.
- Ez a szócikk részben vagy egészben  az   Edgar Cayce című német Wikipédia-szócikk fordításán alapul.  Az eredeti cikk szerkesztőit annak laptörténete sorolja fel. Ez a jelzés csupán a megfogalmazás eredetét és a szerzői jogokat jelzi, nem szolgál a cikkben szereplő információk forrásmegjelöléseként.